# Banc Royal Captain
Le banc Royal Captain (en anglais Royal Captain Shoal ou Kanduli Shoal, en tagalog Buhanginan ng Kanduli, en vietnamien Bãi Đồi Mồi, en mandarin Jiànzhǎng jiāo (en sinogrammes 艦長礁/舰长礁)), est un atoll des îles Spratleys en mer de Chine méridionale situé à l'extrémité est de Dangerous Ground,,.

## Histoire et étymologie
L'atoll doit son nom au navire Royal Captain (en) de la Compagnie britannique des Indes orientales qui s'est échoué à proximité de cet atoll en 1773. Le navire a ensuite fait naufrage et a été perdu.
En décembre 1773, le Royal Captain transportait des marchandises chinoises (porcelaine, thé, soie, verre et or, etc.) et quelques passagers alors qu'il effectuait son voyage de Canton, en Chine, vers le port britannique de l'île de Balambangan, située au nord de Sabah et à l'ouest de Pulau Banggi. Le 17 décembre, à deux heures et demie du matin, le Royal Captain a heurté une île sans nom qui fut plus tard appelée banc Royal Captain pour marquer l'événement. Le navire a été gravement endommagé mais l'équipage l'a réparé et est descendu. Il a de nouveau frappé et fait naufrage dans la mer de la côte ouest de Palawan. Tous les passagers et tous les membres d'équipage sauf trois ont été sauvés.
Des relevés électroniques lors de la recherche du Royal Captain en 1985 ont révélé des anomalies magnétiques de faible niveau sur le côté nord du banc Royal Captain. Des enquêtes sous-marines ultérieures menées par le Musée national des Philippines et World Wide First dirigées par Franck Goddio ont révélé des restes de matériel de naufrage, notamment des porcelaines chinoises datées des XVIe et XVIIe siècles de notre ère et apparemment sans rapport avec le Royal Captain.
En 1999, une expédition a découvert l'épave du Royal Captain et récupéré une partie de sa cargaison. Le navire mesurait 43,6 mètres de la proue au gouvernail et 11 mètres de travers. La fouille de 5 % du navire a permis de remonter 1 847 objets à la surface, parmi lesquels la cloche du navire, la porcelaine, les statuettes, les vases et les tasses. Les 95 % restants du navire n’ont pas été touchés.

## Géographie
Le banc Royal Captain est situé près du passage de Palawan (en), au large de Palawan, aux Philippines. Il se trouve à moins de 45 milles marins au nord-ouest de l'île de Palawan et à 120 milles marins au nord-ouest de l'île de Bornéo. Les caractéristiques géographiques peu profondes les plus proches sont le banc Northeast Investigator à 12,5 milles marins au nord-ouest et le banc Half Moon à 22 milles marins au sud-ouest.
Cet atoll ovale s'étend sur 4,3 km le long de son axe du nord-ouest au sud-est et atteint 2,7 km sur son axe du nord au sud-ouest.
L'atoll corallien de 8,90 km2 est composé d'un platier récifal de 2,96 km2, une pente récifale de 0,50 km2 et un lagon de 5,44 km2
L'atoll est découvert à marée basse. Il se compose de quelques rochers qui sont au-dessus de l'eau à marée basse et qui entourent un lagon,. Les roches de l'atoll sèchent à 1,2 mètres. Le lagon a des profondeurs allant jusqu'à 31 mètres et contient un certain nombre de têtes de corail.
Les caractéristiques nommées de cet atoll incluent Observation Rock (à la pointe nord de l'atoll) qui apparaît à mi-marée. L'atoll ne peut être entré qu'à marée haute.

## Revendication de souveraineté
Comme pour toutes les îles Spratleys, la propriété de l'atoll est contestée. Il fait l'objet d'un différend entre les Philippines, la Chine, le Viêt Nam et Taïwan.
Le banc Royal Captain est actuellement sous le contrôle des Philippines.